# 안젤라 (밴드)
angela (소문자로 표기)는 여러 일본의 애니메이션 TV 프로그램의 주제가로 음악이 사용된 것으로 유명한 일본 밴드이다. 주요 멤버는 아츠코와 카츠이다. 그들의 독특한 경쾌한 멜로디와 풍부한 편곡은 록, 일렉트로니카, 재즈, 스카 요소를 결합한다. 2008년에는 Domestic Love Band (ドメスティック・ラヴバンド)라는 또 다른 밴드를 결성했다. 그들은 창궁의 파프너 애니메이션 시리즈의 모든 오프닝 및 엔딩 테마를 제공한 것으로 가장 잘 알려져 있다.

## 역사
아츠코와 카츠 모두 오카야마현에서 태어났지만, 그들은 도쿄의 음악 학교에서 처음 만났다. 1993년 angela가 결성되었고 그들은 길거리 공연자로 활동하기 시작했다. 1999년 싱글 "memories"로 데뷔했지만, 이 발매는 크게 주목받지 못했다. 그러나 2002년 angela는 스타차일드와 계약했다. 그들의 돌파구는 애니메이션 우주의 스텔비아의 오프닝 곡 "Asu e no brilliant road" (明日へのbrilliant road)와 세 가지 다른 엔딩 테마를 작곡하면서 찾아왔다. 그들의 첫 앨범인 "Sora no Koe" (ソラノコエ)는 2003년 스타차일드에 의해 발매되었다. 그 이후로 그들은 창궁의 파프너 쇼를 위한 곡들을 제공했으며, 2004년에 "I/O", 2006년에 "PRHYTHM", 2009년에 "Land Ho!", 2011년에 "mirror☆ge", 2013년에 "ZERO", 2015년에 "ONE WAY", 2016년에 "LOVE & CARNIVAL", 2017년에 "Beyond" 등 8개의 스튜디오 앨범을 더 발매했다. 또한 2007년에는 "Takarabako -Treasure Box-" (宝箱 - Treasure Box), 2014년에는 "Takarabako 2 -Treasure Box II-" (宝箱2 -Treasure Box II-) 등 두 개의 베스트 컴필레이션 앨범을 발매했다.
2004년, angela는 메릴랜드주 볼티모어의 오타콘 컨벤션에서 공연했다. 다음 해인 2005년에는 워싱턴주 시애틀의 사쿠라콘과 캐나다 온타리오주 토론토의 팬 엑스포 캐나다 (당시 CN 애니메이션으로 알려짐)에서 라이브 공연을 가졌다.
"Sora no Koe"는 2005년 1월 미국에서 제네온 레이블을 통해 "Voice of the Sky"로 발매되었다. 그들의 두 번째 앨범 "I/O"는 2005년 8월 미국에서 제네온 레이블로 발매되었다. 그들의 다음 앨범인 "PRHYTHM"은 2006년 11월 미국에서 제네온에 의해 발매되었다.
2010년, angela는 싱가포르에서 매년 개최되는 동남아시아 최대 애니메이션 컨벤션인 애니메 페스티벌 아시아(AFA)에서 처음으로 공연했다. 이는 그들이 그 나라에서 처음으로 공연하는 것이기도 했다.
2011년에는 싱가포르 리퍼블릭 폴리테크닉에서 jplex가 주최한 또 다른 공연을 이어갔다. 같은 해에 그들은 애니메 페스티벌 아시아 2011에서 다시 싱가포르에 나타났다. 2012년에는 인도네시아 애니메 페스티벌 아시아 2012에서 세 번째로 공연에 초대되었다. 다음 해인 2013년에는 애니메 페스티벌 아시아 2013에서 싱가포르로 돌아와 공연했다. 2018년에는 애니메 페스티벌 아시아 2018에서 싱가포르에 다섯 번째로 초대되어 공연했다.
2013년 7월, angela는 프랑스 파리에서 열린 일본 문화 컨벤션인 재팬 엑스포에서 처음으로 공연했다. 2013년 10월 31일, angela는 공식 유튜브 채널을 개설했다. 그들은 2014년 7월 로스앤젤레스의 아니메 엑스포 애니메이션 컨벤션에 출연했다. 2015년 9월 19일, angela는 카셀에서 열린 애니메이션 컨벤션 코니치에서 독일 첫 콘서트를 개최했다. 2017년, 그들의 노래 "Zenryoku☆Summer!" (全力☆Summer!, "Full Power☆Summer!")는 바보걸 애니메이션 시리즈의 오프닝 테마로 사용되었다.
2023년 6월 4일, angela는 기네스 세계 기록으로부터 창궁의 파프너 시리즈에서 "같은 아티스트가 애니메이션 프랜차이즈를 위해 부른 노래 수 최다"로 공식 인증받았다. 이 상은 같은 날 창궁의 파프너 BEHIND THE LINE 특별 상영회에서 수여되었다. 또한 창궁의 파프너 시리즈의 모든 곡을 담은 완전판 앨범이 제작 중이라고 발표되었다.

## 멤버

### 메인
- atsuko
  - 본명: 야마시타 아츠코 (山下 敦子, Yamashita Atsuko)
  - 출생: 1975년 1월 23일
  - 출신: 오카야마현
  - 담당: 보컬, 작사 및 작곡
- KATSU
  - 본명: 히라사토 카츠노리 (平里 勝敬, Hirasato Katsunori)
  - 출생: 1974년 6월 12일
  - 출신: 오카야마현
  - 담당: 작곡, 편곡, 키보드, 기타, 베이스 드럼, 산신 및 DJ

### 서포트
- 진보짱 (じんぼちゃん)
  - 본명: 코지마 야스히로 (小島 億洋, Kojima Yasuhiro)
  - 출생: 4월 8일
  - 담당: 드럼
- 유키 (ユウキ, Yūki)
  - 본명: 소메카와 유키 (染川 裕紀, Somekawa Yūki)
  - 출생: 12월 2일
  - 담당: 베이스 기타
- kanaco
  - 본명: 야마구치 카나코 (山口 佳名子, Yamaguchi Kanako)
  - 출생: 6월 18일
  - 담당: 바이올린
- 하즈키 (葉月)
  - 담당: 트롬본
- 마나미 (愛美)
  - 담당: 트럼펫
- 나오 (ナオ)
  - 담당: 색소폰

## 음반 목록

### 싱글

#### 피지컬 싱글
1. 明日へのbrilliant road (Asu e no brilliant road)
  - 발매일: 2003년 5월 21일

  1. 明日へのbrilliant road (Asu e no brilliant road)
  2. 綺麗な夜空 (Kirei na Yozora)
  3. 明日へのbrilliant road (오프 보컬 버전)
  4. 綺麗な夜空 (오프 보컬 버전)
2. The end of the world
  - 발매일: 2003년 8월 21일

  1. The end of the world
  2. 明日へのbrilliant road ～second genesis～ (Asu e no brilliant road ~second genesis~)
  3. The end of the world (오프 보컬 버전)
  4. 明日へのbrilliant road ～second genesis～ (오프 보컬 버전)
3. merry-go-round
  - 발매일: 2003년 12월 3일

  1. merry-go-round
  2. butterfly
  3. merry-go-round (오프 보컬 버전)
  4. butterfly (오프 보컬 버전)
4. fly me to the sky
  - 발매일: 2004년 5월 26일

  1. fly me to the sky
  2. Proof
  3. fly me to the sky (오프 보컬 버전)
  4. Proof (오프 보컬 버전)
5. in your arms
  - 발매일: 2004년 6월 2일

  1. in your arms
  2. solitude
  3. in your arms (오프 보컬 버전)
  4. solitude (오프 보컬 버전)
6. Shangri-La
  - 발매일: 2004년 8월 4일

  1. Shangri-La
  2. Separation
  3. Shangri-La (오프 보컬 버전)
  4. Separation (오프 보컬 버전)
7. 未来とゆう名の答え (Mirai to Yuu Na no Kotae)
  - 발매일: 2005년 1월 26일

  1. 未来とゆう名の答え (Mirai to Yuu Na no Kotae)
  2. 年下未知数脳内HD (Toshishita Michisuu Nounai HD)
  3. 未来とゆう名の答え (오프 보컬 버전)
  4. 年下未知数脳内HD (오프 보컬 버전)
8. DEAD SET
  - 발매일: 2005년 8월 3일

  1. DEAD SET
  2. 花のように (Hana no You ni)
  3. DEAD SET (오프 보컬 버전)
  4. 花のように (오프 보컬 버전)
9. YOU GET TO BURNING
  - 발매일: 2005년 9월 7일

  1. YOU GET TO BURNING
  2. Dearest
  3. YOU GET TO BURNING (오프 보컬 버전)
  4. Dearest (오프 보컬 버전)
10. Peace of mind
  - 발매일: 2005년 12월 21일

  1. Peace of mind
  2. 砂の城 (Suna no Shiro)
  3. Peace of mind (오프 보컬 버전)
  4. 砂の城 (오프 보컬 버전)
11. gravitation
  - 발매일: 2007년 5월 9일

  1. gravitation
  2. 虚無の嵐 (Kyomu no Arashi)
  3. Your breath
  4. gravitation (오프 보컬 버전)
  5. 虚無の嵐 (오프 보컬 버전)
  6. Your breath (오프 보컬 버전)
12. Beautiful fighter
  - 발매일: 2008년 11월 12일

  1. Beautiful fighter
  2. My story
  3. Darling
  4. Beautiful fighter (오프 보컬 버전)
  5. My story (오프 보컬 버전)
  6. Darling (오프 보컬 버전)
13. 約束 (Yakusoku)
  - 발매일: 2008년 12월 25일

  1. 約束 (Yakusoku)
  2. innocence
  3. Shangri-La
  4. 約束 (오프 보컬 버전)
  5. innocence (오프 보컬 버전)
  6. Shangri-La (오프 보컬 버전)
14. Spiral
  - 발매일: 2009년 5월 13일

  1. Spiral
  2. Link
  3. Spiral (오프 보컬 버전)
  4. Link (오프 보컬 버전)
15. オルタナティヴ (Alternative)
  - 발매일: 2009년 11월 18일

  1. オルタナティヴ (Alternative)
  2. 彼方のdelight (Kanata no delight)
  3. オルタナティヴ (오프 보컬 버전)
  4. 彼方のdelight (오프 보컬 버전)
16. 蒼い春 (Aoi Haru)
  - 발매일: 2010년 7월 28일

  1. 蒼い春 (Aoi Haru)
  2. ツナガル→ム (Tsunaga Room)
  3. 蒼い春 (오프 보컬 버전)
  4. ツナガル→ム (오프 보컬 버전)
17. 蒼穹 (Soukyuu)
  - 발매일: 2010년 12월 22일

  1. 蒼穹 (Soukyuu)
  2. さよならの時くらい微笑んで  (Sayonara no Toki Kurai Hohoen de)
  3. 蒼穹 (오프 보컬 버전)
  4. さよならの時くらい微笑んで (오프 보컬 버전)
18. THE LIGHTS OF HEROES
  - 발매일: 2012년 1월 25일

  1. THE LIGHTS OF HEROES
  2. Shangri-La (mf)
  3. So sweet memories
  4. THE LIGHTS OF HEROES (오프 보컬 버전)
  5. Shangri-La (mf) (오프 보컬 버전)
  6. So sweet memories (오프 보컬 버전)
19. KINGS
  - 발매일: 2012년 10월 24일

  1. KINGS
  2. THE DARK
  3. KINGS (오프 보컬 버전)
  4. THE DARK (오프 보컬 버전)
20. ANGEL / 遠くまで (Tookumade)
  - 발매일: 2013년 11월 6일

  1. ANGEL
  2. 遠くまで (Tookumade)
  3. ANGEL (오프 보컬 버전)
  4. Tookumade (오프 보컬 버전)
21. シドニア (Sidonia)
  - 발매일: 2014년 5월 21일

  1. シドニア (Sidonia)
  2. My Life
  3. シドニア (오프 보컬 버전)
  4. My Life (오프 보컬 버전)
22. Different colors
  - 발매일: 2014년 7월 12일

  1. Different colors
  2. 冷たい部屋、一人 (Tsumetai Heya, Hitori)
  3. Different colors (오프 보컬 버전)
  4. 冷たい部屋、一人 (오프 보컬 버전)
23. イグジスト (Exist)
  - 발매일: 2015년 2월 11일

  1. イグジスト (Exist)
  2. 暗夜航路 (Anya Kouro)
  3. イグジスト (오프 보컬 버전)
  4. 暗夜航路 (오프 보컬 버전)
24. 騎士行進曲 (Kishikoushin Kyouku)
  - 발매일: 2015년 4월 29일

  1. 騎士行進曲 (Kishi Koushinkyouku)
  2. 愛、ひと欠片 (Ai, Hito Kakera)
  3. 騎士行進曲 (오프 보컬 버전)
  4. 愛、ひと欠片 (오프 보컬 버전)
25. DEAD OR ALIVE
  - 발매일: 2015년 11월 11일

  1. DEAD OR ALIVE
  2. ホライズン (Horizon)
  3. DEAD OR ALIVE (오프 보컬 버전)
  4. ホライズン (오프 보컬 버전)
26. 全力☆Summer! (Zenryoku☆Summer!)
  - 발매일 : 2017년 7월 5일

  1. 全力☆Summer! (Zenryoku☆Summer!)
  2. あんぢぇら音頭 (Angela Ondo)
  3. 全力☆Summer! (오프 보컬 버전)
  4. あんぢぇら音頭 (오프 보컬 버전)
27. SURVIVE!
  - 발매일: 2018년 7월 18일

  1. SURVIVE!
  2. KINGS (라이브 버전)
  3. To be with U! (라이브 버전)
  4. KIZUNA (라이브 버전) (M2, M3, M4는 2018년 2월 24일 EX THEATER ROPPONGI 이벤트에서 녹음됨)
  5. SURVIVE! (오프 보컬 버전)
28. THE BEYOND
  - 발매일: 2019년 5월 22일

  1. THE BEYOND
  2. 私はそこにいますか
  3. THE BEYOND (오프 보컬 버전)
  4. 私はそこにいますか (오프 보컬 버전)
29. 乙女のルートはひとつじゃない! (Otome no Route wa Hitotsu Janai!)
  - 발매일: 2020년 4월 22일
  - 아티스트 에디션

  1. 乙女のルートはひとつじゃない! (Otome no Route wa Hitotsu Janai!)
  2. Baby!! I'm lost!!
  3. 乙女のルートはひとつじゃない! (오프 보컬 버전)
  4. Baby!! I'm lost!! (오프 보컬 버전)

  - 애니메이션 에디션

  1. 乙女のルートはひとつじゃない! (Otome no Route wa Hitotsu Janai!)
  2. Baby!! I'm lost!!
  3. 乙女のルートはひとつじゃない! (TV 사이즈)
  4. 乙女のルートはひとつじゃない! (오프 보컬 버전)
  5. Baby!! I'm lost!! (오프 보컬 버전)
30. 叫べ (Sakebe)
  - 발매일: 2020년 11월 11일

  1. 叫べ (Sakebe)
  2. おやすみ (Oyasumi)
  3. 叫べ (오프 보컬 버전)
  4. おやすみ (오프 보컬 버전)
31. アンダンテに恋をして! (Andante ni Koi o Shite!)
  - 발매일: 2021년 7월 7일

  1. アンダンテに恋をして! (Andante ni Koi o Shite!)
  2. 愛を謳う (Ai o Utau)
  3. アンダンテに恋をして! (오프 보컬 버전)
  4. 愛を謳う (오프 보컬 버전)

#### 디지털 싱글
1. バイバイオーライ (Bye Bye All Right)
  - 발매일: 2013년 12월 27일

  1. バイバイオーライ (Bye Bye All Right)

#### 컬래버레이션 싱글
1. キラキラ-go-round (Kirakira-go-round) [angela Presents/ 나카가와 쇼코]
  - 발매일: 2014년 7월 23일
2. 僕は僕であって (Boku wa Boku de Atte) [angela x FripSide]
  - 발매일 : 2016년 10월 19일

  1. 僕は僕であって (Boku wa Boku de Atte)
  2. 僕は僕であって (TV 사이즈)
  3. 僕は僕であって (오프 보컬 버전)
3. The end of escape FripSide x angela]
  - 발매일: 2016년 12월 7일

### 앨범

#### 스튜디오 / 오리지널 앨범
1. ソラノコエ (Sora no Koe)
  - 발매일: 2003년 12월 3일
  - 트랙 목록:

  1. over the limits
  2. 明日へのbrilliant road (Asu e no brilliant road)
  3. 奇跡のring (Kiseki no ring)
  4. Pain
  5. dear my best friend
  6. 綺麗な夜空 (Kirei na Yozora)
  7. 幸せの温度 (Shiawase no Ondo)
  8. カレイドスコープ (Kaleidoscope)
  9. How many?
  10. The end of the world
2. アイ・オー (I/O)
  - 발매일: 2004년 11월 17일
  - 트랙 목록:

  1. CORE
  2. 謝罪状況 (Shazai Joukyou)
  3. merry-go-round
  4. 笑い者のFairy tale (Waraimono no Fairy tale)
  5. solitude
  6. maybe..maybe..
  7. feel, like a breeze
  8. cheers!
  9. 小さな歴史の詩 (Chiisa na Rekishi no Uta)
  10. on my way ~reborn~
  11. Shangri-La
  12. Separation (피아노 버전)
3. PRHYTHM
  - 발매일: 2006년 3월 15일
  - 트랙 목록:

  1. Yell for you
  2. 未来とゆう名の答え (Mirai to Yuu Na no Kotae)
  3. 翼 (Tsubasa)
  4. ラヴ・ランデヴー (Love Rendezvous)
  5. DEAD SET
  6. Decide
  7. Forget everything
  8. EMOTION
  9. 年下未知数脳内HD (Toshishita Michisuu Nounai HD)
  10. 果て無きモノローグ (Hatenaki Monologue)
  11. Peace of mind
  12. fly me to the sky
4. Land Ho!
  - 발매일: 2009년 9월 9일
  - 트랙 목록:

  1. Galactic material
  2. Spiral
  3. Beautiful fighter
  4. 光、探せなくとも (Hikari, Sagase Nakutomo)
  5. 満月オールナイト (Mangetsu All Night)
  6. SONGS
  7. Fine!
  8. 此処に居るよ (Koko ni iru yo)
  9. innocence
  10. Beginning
  11. My story
  12. パノラマ (Panorama)
5. mirror☆ge
  - 발매일: 2011년 6월 22일
  - 트랙 목록:

  1. 蒼穹 (Soukyuu)
  2. mirrorballs
  3. オルタナティヴ (Alternative)
  4. 『リアル』は… ("Real" wa…)
  5. 理解と破壊へのプレリュード (Rikai to Hakai no Prelude)
  6. ぐるぐる☆ぼし (Guruguru☆Boshi)
  7. Catch and Go!
  8. どんなに、、、どれくらい、、、 (Donnani, Dorekurai, )
  9. Wonderful World
  10. FORTUNES
  11. 蒼い春 (Aoi Haru)
  12. キラフワ (Kirafuwa)
6. ZERO
  - 발매일: 2013년 4월 24일
  - 오리콘 주간 차트 최고 순위: 10위
  - 트랙 목록:

  1. KINGS
  2. 僕じゃない (Boku janai)
  3. So sweet memories
  4. Remember me
  5. 生命 -イノチ- (Seimei -Life-)
  6. 境界線Set me free (Kyoukai-sen Set me free)
  7. THE LIGHTS OF HEROES
  8. This is my wish
  9. Always 好きだよ (Always Sukidayo)
  10. いつかのゼロから (Itsuka no Zero Kara)
  11. -レクイエム・オブ・レッド- (-Requiem of Red-)
  12. To be with U
7. ONE WAY
  - 발매일: 2015년 5월 20일
  - 트랙 목록:

  1. イグジスト (Exist)
  2. Different colors
  3. シドニア (Sidonia)
  4. Sail away
  5. キラキラ-go-round (Kira Kira-go-round)
  6. 春夏秋冬 (Shunkashuto)
  7. This is Love
  8. ANGEL
  9. バイバイオーライ (Bye Bye All Right)
  10. その時、蒼穹へ (Sono Toki, Soukyuu e)
  11. 二十四節気恋唄 (Nijushisekki Koi Uta)
  12. 騎士行進曲 (Kishi Koushinkyouku) [angela × HEAVENS WiRE Remix]
8. LOVE & CARNIVAL
  - 발매일: 2016년 8월 31일
  - 트랙 목록:

  1. DEAD OR ALIVE
  2. Come on
  3. 是、夏祭り (Ze, Natsu Matsuri)
  4. 騎士行進曲 (Kishi Koushinkyouku)
  5. 愛、ひと欠片 (Ai, Hito Kakera)
  6. KIZUNA
  7. 愛すること (Aisuru Koto)
  8. Jump up!
  9. EIEIO
  10. That's Halloween
  11. ストーリーが始まる (Story ga Hajimaru)
  12. ホライズン (Horizon)
9. Beyond
  - 발매일: 2017년 12월 20일
  - 트랙 목록:

  1. 僕は僕であって
  2. 全力☆Summer!
  3. Dream on.flac
  4. Prologue -君の向こう側-
  5. 語り継がれしもの
  6. あの夏空
  7. SEVEN STORIES
  8. Beautiful day
  9. 道しるべ
  10. Calling you
  11. LOVE★CIRCUS

#### 컴필레이션 / 베스트 앨범
1. 宝箱 -TREASURE BOX- (Takarabako -TREASURE BOX-)
  - 발매일: 2007년 12월 12일
  - 트랙 목록:
  - DISC 1:

  1. 明日へのbrilliant road (Asu e no brilliant road)
  2. 綺麗な夜空 (Kirei na Yozora)
  3. The end of the world
  4. merry-go-round
  5. Stay With Me
  6. fly me to the sky
  7. Proof
  8. in your arms
  9. Shangri-La
  10. cheers!
  11. DEAD SET
  12. Yell for you
  13. 果て無きモノローグ (Hatenaki Monologue)
  14. 鳥 (Tori)
  15. gravitation

  - DISC 2:

  1. overture
  2. 恋のfirst run (Koi no first run)
  3. 涙が止まるまで (Namida ga Tomaru Made)
  4. Tears on my pillow
  5. LOVE LOVE Sweetie
  6. 君の傍で (Kimi no Soba de)
2. 宝箱2 -TREASURE BOX II- (Takarabako 2 -TREASURE BOX II-)
  - 발매일: 2014년 5월 21일
  - 트랙 목록:
  - DISC 1:

  1. Beautiful fighter
  2. 約束 (Yakusoku)
  3. Spiral
  4. Galactic Material
  5. オルタナティヴ (Alternative)
  6. 蒼い春 (Aoi Haru)
  7. FORTUNES
  8. 蒼穹 (Soukyuu)
  9. かべ2 (Kabe 2)
  10. キラフワ (Kirafuwa)
  11. THE LIGHTS OF HEROES
  12. KINGS
  13. 僕じゃない (Boku Janai)
  14. over the limits
  15. 笑顔でバイバイ (Egao de Bye Bye)

  - DISC 2 -BALLADE COLLECTION-:

  1. The end of the world
  2. 幸せの温度 (Shiawase no Ondo)
  3. Proof
  4. 笑い者のFairy tale (Waraisha no Fairy tale)
  5. Separation[pf]
  6. 果て無きモノローグ (Hatenaki Monologue)
  7. Peace of mind
  8. Darling
  9. Link
  10. へんじ (Henji)
  11. Shangri-La[mf]
3. 宝箱と宝箱2が入ったブルーレイで聞くやつ (Takarabako to Takarabako 2 ga Haitta Blu-ray de Kikuyatsu)
  - 발매일: 2014년 5월 21일
  - 트랙 목록:

  1. 明日へのbrilliant road (Asu e no brilliant road)
  2. 綺麗な夜空 (Kirei na Yozora)
  3. The end of the world
  4. merry-go-round
  5. Stay With Me
  6. fly me to the sky
  7. Proof
  8. in your arms
  9. Shangri-La
  10. cheers!
  11. DEAD SET
  12. Yell for you
  13. 果て無きモノローグ (Hatenaki Monologue)
  14. 鳥 (Tori)
  15. gravitation
  16. overture
  17. 恋のfirst run (Koi no first run)
  18. 涙が止まるまで (Namida ga Tomaru Made)
  19. Tears on my pillow
  20. LOVE LOVE Sweetie
  21. 君の傍で (Kimi no Soba de)
  22. Beautiful fighter
  23. 約束 (Yakusoku)
  24. Spiral
  25. Galactic Material
  26. オルタナティヴ (Alternative)
  27. 蒼い春 (Aoi Haru)
  28. FORTUNES
  29. 蒼穹 (Soukyuu)
  30. かべ2 (Kabe 2)
  31. キラフワ (Kirafuwa)
  32. THE LIGHTS OF HEROES
  33. KINGS
  34. 僕じゃない (Boku Janai)
  35. over the limits
  36. 笑顔でバイバイ (Egao de Bye Bye)
  37. The end of the world
  38. 幸せの温度 (Shiawase no Ondo)
  39. Proof
  40. 笑い者のFairy tale (Waraisha no Fairy tale)
  41. Separation[pf]
  42. 果て無きモノローグ (Hatenaki Monologue)
  43. Peace of mind
  44. Darling
  45. Link
  46. へんじ (Henji)
  47. Shangri-La[mf]
  48. +above all tracks' off vocal versions

#### 미니 앨범
1. 新宿狂詩曲(ラプソディー) (Shinjuku Rhapsody)
  - 발매일: 2006년 12월 6일
  - 트랙 목록:

  1. 接触 (Sesshoku)
  2. 人生遊戯 (Jinsei Yuugi)
  3. 僕の両手 (Boku no Ryoute)
  4. 鳥 (Tori)
  5. 独り (Hitori)
  6. 月の無い夜 (Tsuki no Nai Yoru)
  7. 移り気 (Utsurigi)
2. 蒼穹のファフナー HEAVEN AND EARTH　イメージミニアルバム (Soukyuu no Fafner HEAVEN AND EARTH Image Mini Album)
  - 발매일: 2010년 8월 25일
  - 트랙 목록:

  1. FORTUNES
  2. 理解と破壊のプレリュード (Rikai to hakai no Prelude)
  3. fly me to the sky
  4. Shangri-La
  5. Separation
  6. 果て無きモノローグ (Hatenaki Monologue)
  7. Peace of mind

#### 기타 앨범
1. Wonderful World サントラアルバム (Wonderful World 사운드트랙 앨범)
  - 발매일: 2010년 7월 14일
  - 트랙 목록:

  1. THE LAST GAME
  2. Time attack
  3. The truth is...
  4. Half and Half
  5. Requiem
  6. Psychic Show
  7. Clear Up
  8. Question to me
  9. DEATH GAME
  10. Each Other
  11. Suspense
  12. Mathematics
  13. HEM
  14. Transformation
  15. Patient
  16. Execution Circuit
  17. Conviction
  18. Un-Wonderful World
  19. Wonderful World
2. 夜が運ばれてくるまでに 〜A Song in A Bed〜 (Yoru ga Hakobarete Kuru Made ni 〜A Song in a Bed〜)[5]
  - 발매일: 2011년 1월 19일
  - 트랙 목록:

  1. 「いんとろ」 (Intro)
  2. 「それがどこにあるか」 (Sore ga Doko ni Aru ka)
  3. 「うんめい」 (Unmei)
  4. 「あるはれたひに」 (Aru Hareta Hi ni)
  5. 「さくひん」 (Sakuhin)
  6. 「だいびんぐ」 (Diving)
  7. 「へんじ」 (Henji)
  8. 「かべ2」 (Kabe 2)
  9. 夜が運ばれてくるまでに（読書用BGM） (Yoru ga Hakobarete Kuru Made ni (Dokusho-yō BGM))

### 뮤직 비디오 컬렉션
1. 宝島 -TREASURE ISLAND- (Takarajima -TREASURE ISLAND-)
  - 발매일: 2007년 12월 26일

  1. 明日へのbrilliant road (Asu e no Brilliant Road)
  2. over the limits
  3. merry-go-round
  4. fly me to the sky
  5. Shangri-La
  6. DEAD SET
  7. Peace of mind
  8. gravitation
2. 宝島 -TREASURE ISLAND- II (Takarajima -TREASURE ISLAND- II)
  - 발매일: 2012년 8월 1일

  1. Beautiful fighter
  2. Spiral
  3. オルタナティヴ (Alternative)
  4. 蒼い春 (Aoi Haru)
  5. 『リアル』は・・ ("Real" wa..)
  6. 蒼穹 (Soukyuu)
  7. THE LIGHTS OF HEROES
3. angela TREASURE Blu-ray BOX
  - 발매일: 2014년 1월 29일

  1. 明日へのbrilliant road (Asu e no Brilliant Road)
  2. over the limits
  3. merry-go-round
  4. fly me to the sky
  5. Shangri-La
  6. DEAD SET
  7. Peace of mind
  8. gravitation
  9. Beautiful fighter
  10. Spiral
  11. オルタナティヴ (Alternative)
  12. 蒼い春 (Aoi Haru)
  13. 『リアル』は・・ ("Real" wa..)
  14. 蒼穹 (Soukyuu)
  15. THE LIGHTS OF HEROES
  16. KINGS
  17. 僕じゃない (Boku Janai)
  18. ANGEL
  19. Untitled

## 협업 작품
| 노래                                                                                 | 협업 작품                                                                                     | 연도 |
| ------------------------------------------------------------------------------------ | --------------------------------------------------------------------------------------------- | ---- |
| Memories                                                                             | 신 팔견전 애니메이션 TV 시리즈 오프닝 테마                                                    | 1999 |
| 明日へのbrilliant road (Asu e no brilliant road)                                     | 우주의 스텔비아 애니메이션 TV 시리즈 오프닝 테마                                              | 2003 |
| 綺麗な夜空 (Kirei na Yozora)                                                         | 우주의 스텔비아 애니메이션 TV 시리즈 1차 엔딩 테마                                            | 2003 |
| The end of the world                                                                 | 우주의 스텔비아 애니메이션 TV 시리즈 2차 엔딩 테마                                            | 2003 |
| 明日へのbrilliant road ～second genesis～ (Asu e no brilliant road ~second genesis~) | 우주의 스텔비아 애니메이션 TV 시리즈 삽입곡                                                   | 2003 |
| Dear my friend                                                                       | 우주의 스텔비아 애니메이션 TV 시리즈 최종화 엔딩 테마                                         | 2003 |
| merry-go-round                                                                       | 텔레비전 버라이어티 Kaiun! Nandemo Kanteidan 엔딩 테마                                        | 2003 |
| butterfly                                                                            | 라디오 프로그램 Nagasawa Nao to angela no Ora! Radio! 엔딩 곡                                 | 2003 |
| Stay With Me                                                                         | 큐빅스 애니메이션 TV 시리즈 오프닝 테마                                                       | 2003 |
| 笑顔でバイバイ (Egao de Bye Bye)                                                     | 큐빅스 애니메이션 TV 시리즈 엔딩 테마                                                         | 2003 |
| fly me to the sky                                                                    | 창궁의 파프너 애니메이션 TV 시리즈 이미지 곡                                                  | 2004 |
| Proof                                                                                | 창궁의 파프너 애니메이션 TV 시리즈 15화 엔딩 테마                                             | 2004 |
| in your arms                                                                         | 뱀파이어 호스트 텔레비전 드라마 오프닝 테마                                                   | 2004 |
| solitude                                                                             | 뱀파이어 호스트 텔레비전 드라마 엔딩 테마                                                     | 2004 |
| Shangri-La                                                                           | 창궁의 파프너 애니메이션 TV 시리즈 오프닝 테마                                                | 2004 |
| Separation                                                                           | 창궁의 파프너 애니메이션 TV 시리즈 엔딩 테마                                                  | 2004 |
| Separation[pf]                                                                       | 창궁의 파프너 애니메이션 TV 시리즈 특별 엔딩 테마                                             | 2004 |
| How many?                                                                            | 라디오 프로그램 angela no sparking!talking!show! 오프닝 테마                                  | 2004 |
| feel,like a breeze                                                                   | 라디오 프로그램 angela no sparking!talking!show! 엔딩 테마                                    | 2004 |
| YOU GET TO BURNING (커버)                                                            | 기동전함 나데시코 애니메이션 TV 시리즈 오프닝 테마                                            | 2005 |
| Dearest (커버)                                                                       | 기동전함 나데시코 - The Prince of Darkness 애니메이션 영화 엔딩 테마                          | 2005 |
| 未来とゆう名の答え (Mirai to Yuu Na no Kotae)                                        | 진키: 익스텐드 애니메이션 TV 시리즈 엔딩 테마                                                 | 2005 |
| DEAD SET                                                                             | 창궁의 파프너 RIGHT OF LEFT 애니메이션 TV 시리즈 이미지 곡                                    | 2005 |
| Peace of mind                                                                        | 창궁의 파프너 RIGHT OF LEFT 애니메이션 TV 시리즈 테마 곡                                      | 2005 |
| 果て無きモノローグ (Hatenaki Monologue)                                              | 창궁의 파프너 RIGHT OF LEFT 애니메이션 TV 시리즈 삽입곡                                       | 2005 |
| 鳥 (Tori)                                                                            | 라이온 마루 G 텔레비전 드라마 1차 엔딩 테마                                                   | 2006 |
| 人生遊戯 (Jinsei Yugi)                                                               | 라이온 마루 G 텔레비전 드라마 2차 엔딩 테마                                                   | 2006 |
| gravitation                                                                          | 히로익 에이지 애니메이션 TV 시리즈 오프닝 테마                                                | 2007 |
| 君の傍で (Kimi no Soba de)                                                           | 라디오 프로그램 angela no sparkling!talking!show! 엔딩 곡                                     | 2007 |
| Theme principal                                                                      | 료코의 파일 애니메이션 TV 시리즈 오프닝 테마                                                  | 2008 |
| Theme principal La chanson d'atsuko                                                  | 료코의 파일 애니메이션 TV 시리즈 엔딩 테마                                                    | 2008 |
| Beautiful fighter                                                                    | 시카바네 히메 애니메이션 TV 시리즈 오프닝 테마                                                | 2008 |
| My story                                                                             | 시카바네 히메 애니메이션 TV 시리즈 엔딩 테마                                                  | 2008 |
| 約束 (Yakusoku)                                                                      | 창궁의 파프너 애니메이션 TV 시리즈 5주년 기념 테마 곡                                         | 2008 |
| Beginning                                                                            | 시카바네 히메: 쿠로 애니메이션 TV 시리즈 1차 엔딩 테마                                        | 2009 |
| 光、探せなくとも (Hikari, Sagase Naku Tomo)                                          | 시카바네 히메: 쿠로 애니메이션 TV 시리즈 3차 엔딩 테마                                        | 2009 |
| 謝罪状況 (Shazai Jokyo)                                                              | 시카바네 히메: 쿠로 애니메이션 TV 시리즈 삽입곡                                               | 2009 |
| Spiral                                                                               | 아수라 크라인 애니메이션 TV 시리즈 오프닝 테마                                                | 2009 |
| Link                                                                                 | 아수라 크라인 애니메이션 TV 시리즈 엔딩 테마                                                  | 2009 |
| オルタナティヴ (Alternative)                                                         | 아수라 크라인 2 애니메이션 TV 시리즈 오프닝 테마                                              | 2009 |
| 彼方のdelight (Kanata no delight)                                                    | 아수라 크라인 2 애니메이션 TV 시리즈 엔딩 테마                                                | 2009 |
| キラフワ (Kirafuwa)                                                                  | 아수라 크라인 2 애니메이션 TV 시리즈 최종화 엔딩 테마                                         | 2009 |
| 「リアル」は… ("Real" wa...)                                                         | 신주 천사 일본 영화 테마 곡                                                                   | 2010 |
| ツナガル→ム (Tsunaga Room)                                                           | 텔레비전 방송 a-GENERATION 오프닝 테마                                                        | 2010 |
| Wonderful World                                                                      | Wonderful World 일본 영화 테마 곡                                                             | 2010 |
| 蒼い春 (Aoi Haru)                                                                    | 학생회 임원들 애니메이션 TV 시리즈 엔딩 테마                                                  | 2010 |
| FORTUNES                                                                             | 창궁의 파프너: HEAVEN AND EARTH 애니메이션 영화 이미지 곡                                     | 2010 |
| 理解と破壊へのプレリュード (Rikai to Hakai no Prelude)                               | 창궁의 파프너: HEAVEN AND EARTH 이미지 곡                                                     | 2010 |
| 蒼穹 (Soukyuu)                                                                       | 창궁의 파프너: HEAVEN AND EARTH 애니메이션 영화 테마 곡                                       | 2010 |
| さよならの時くらい微笑んで (Sayonara no Toki Kurai Hohoen de)                        | 창궁의 파프너: HEAVEN AND EARTH 애니메이션 영화 삽입곡                                        | 2010 |
| Shangri-La[mf]                                                                       | 창궁의 파프너 ~FACT AND RECOLLECTION~ 무대 연극 테마 곡                                       | 2010 |
| THE LIGHTS OF HEROES                                                                 | 히어로즈 판타지아 플레이스테이션 포터블 RPG 테마 곡                                           | 2012 |
| Cry out                                                                              | 하트 커넥트 애니메이션 TV 시리즈 2차 엔딩 테마                                                | 2012 |
| いつかのゼロから (Itsuka no Zero Kara)                                               | K 애니메이션 TV 시리즈 이미지 및 삽입곡                                                       | 2012 |
| 境界線Set me free (Kyoukaisen Set me free)                                           | K 애니메이션 TV 시리즈 삽입곡                                                                 | 2012 |
| KINGS                                                                                | K 애니메이션 TV 시리즈 오프닝 테마                                                            | 2012 |
| -Requiem of Red-                                                                     | K 애니메이션 TV 시리즈 삽입곡                                                                 | 2012 |
| To be with U!                                                                        | K 애니메이션 TV 시리즈 최종화 엔딩 테마                                                       | 2012 |
| Remember me                                                                          | 창궁의 파프너 뮤지컬 연극 테마 곡                                                             | 2012 |
| 生命 -イノチ- (Seimei -Inochi-)                                                      | 창궁의 파프너 뮤지컬 연극 엔딩 테마                                                           | 2012 |
| Always 好きだよ (Always Suki da yo)                                                  | 텔레비전 방송 a-GENERATION 엔딩 테마                                                          | 2013 |
| 僕じゃない (Boku Janai)                                                              | 혁명기 발브레이브 애니메이션 TV 시리즈 엔딩 테마                                              | 2013 |
| ANGEL                                                                                | 코펠리온 애니메이션 TV 시리즈 오프닝 테마                                                     | 2013 |
| 遠くまで (Tookumade)                                                                 | 코펠리온 애니메이션 TV 시리즈 엔딩 테마                                                       | 2013 |
| バイバイオーライ (Bye Bye All Right)                                                 | 코펠리온 애니메이션 TV 시리즈 최종화 엔딩 테마                                                | 2013 |
| シドニア (Sidonia)                                                                   | 시도니아의 기사 애니메이션 TV 시리즈 오프닝 테마                                              | 2014 |
| This is LOVE                                                                         | 학원 K -Wonderful School Days- 플레이스테이션 포터블 비주얼 노벨 게임 오프닝 테마             | 2014 |
| 春夏秋冬 (Shunkashuto)                                                               | 학원 K -Wonderful School Days- 플레이스테이션 포터블 비주얼 노벨 게임 엔딩 테마               | 2014 |
| Different colors                                                                     | K: 미싱 킹스 애니메이션 영화 테마 곡                                                          | 2014 |
| イグジスト (Exist)                                                                   | 창궁의 파프너 EXODUS 애니메이션 TV 시리즈 오프닝 테마                                         | 2015 |
| 暗夜航路 (Anya Kouro)                                                                | 창궁의 파프너 EXODUS 애니메이션 TV 시리즈 엔딩 테마                                           | 2015 |
| その時、蒼穹へ (Sono Toki, Soukyuu e)                                                | 창궁의 파프너 EXODUS 애니메이션 TV 시리즈 삽입곡                                              | 2015 |
| 愛、ひと欠片 (Ai, Hito Kakera)                                                       | 시도니아의 기사 극장판 애니메이션 영화 테마 곡                                                | 2015 |
| 騎士行進曲 (Kishi Koushinkyouku)                                                     | 시도니아의 기사: 제9행성전역 애니메이션 TV 시리즈 오프닝 테마                                 | 2015 |
| DEAD OR ALIVE                                                                        | 창궁의 파프너 EXODUS 애니메이션 TV 시리즈 2차 오프닝 테마                                     | 2015 |
| ホライズン (Horizon)                                                                 | 창궁의 파프너 EXODUS 애니메이션 TV 시리즈 2차 엔딩 테마                                       | 2015 |
| KIZUNA                                                                               | K: 리턴 오브 킹스 애니메이션 TV 시리즈 최종화 엔딩 테마                                       | 2015 |
| 僕は僕であって (Boku wa Boku de Atte) [feat. FripSide]                               | 아인 (만화) 애니메이션 TV 시리즈 2기 1차 오프닝 테마                                          | 2016 |
| 全力☆Summer! (Zenryoku☆Summer!)                                                      | 바보걸 애니메이션 TV 시리즈 오프닝 테마                                                       | 2017 |
| 乙女のルートはひとつじゃない! (Otome no Route wa Hitotsu Janai!)                     | 여성향 게임의 파멸 플래그밖에 없는 악역 영애로 환생해버렸다… 애니메이션 TV 시리즈 오프닝 테마 | 2020 |